# Фацио, Ферруччо
Ферруччо Фацио (итал. Ferruccio Fazio; род. 7 августа 1944, Гарессио, провинция Кунео, Пьемонт) — итальянский медик и политик, министр охраны здоровья (2008—2011).

## Биография
Родился 7 августа 1944 года в Гарессио, в 1968 году окончил Пизанский университет, где изучал медицину. В 1970 году занялся ядерной медициной, в 1975 году — болезнями дыхательной системы.
В 1977 году установил первый в Европе аппарат позиционно-эмиссионной томографии в лондонском Hammersmith Hospital, а в 1988 году — первый аппарат ПЭТ в Италии — в миланском Ospedale San Raffaele. Впоследствии стал ординарным профессором медицинской визуализации и радиотерапии на медицинском факультете Миланского университета Бикокка.
В четвёртом правительстве Берлускони с 12 мая 2008 по 21 мая 2009 года являлся младшим статс-секретарём в Министерстве труда, охраны здоровья и социальной политики, с 21 мая по 15 декабря 2009 года — заместителем министра труда, охраны здоровья и социальной политики, а после реформирования министерства с 15 декабря 2009 по 16 ноября 2011 года являлся министром охраны здоровья.
С 2011 года — координатор по вопросам ядерной медицины и радиотерапии в миланском Ospedale San Raffaele.

## Личная жизнь
Женат на Маргерите Колнаги (Margherita Colnaghi), есть сын Алессандро (род. 1988) и дочь Арианна (род. 1990). Вместе с женой Фацио написал книгу кулинарных рецептов, которую они дарят знакомым (Le ricette del Prof).